# 贾禄
賈祿（法語：Alexandre-François-Marie Carlo；1881年5月3日—1952年1月26日），是天主教法國籍主教及巴黎外方傳教會會士。曾任貴州安龍教區主教。（1946年-1952年）

## 生平
賈祿出生於1881年5月3日，在法國阿摩爾濱海省的市鎮埃農。1905年6月29日，賈祿在24歲時晉，後赴中國傳教。
1922年11月22日，賈祿在41歲時獲時任教宗庇護十一世任命成為安龍宗座監牧區宗座監牧。1927年4月21日，安龍宗座監牧區升格為安龍宗座代牧區，賈祿獲繼續出任為宗座代牧，領銜土耳其奧諾里阿德阿德里安堡教區主教 。同年10月16日，由貴陽宗座代牧施恩主教主禮祝聖晉牧。
1946年4月11日，聖座在中國設立聖統制，安龍宗座代牧區升格為安龍教區，屬於貴陽教省，賈祿出任為梧州教區首任正權主教。
賈主教任內曾分別襄禮晉牧在1930年緬甸北緬甸宗座代牧阿爾伯特-皮埃爾·法列爾主教、1933年貴州貴州宗座代牧藍士謙主教和1944年雲南省雲南宗座代牧德為能主教。
1949年10月1日，中國共產黨在中國大陸地區建立中華人民共和國，並開始針對天主教進行宗教迫害及打壓，教會已經無法正常功能。1952年1月26日，賈祿主教在中國貴州省安龍縣去世，年享70歲。